# 白貞基

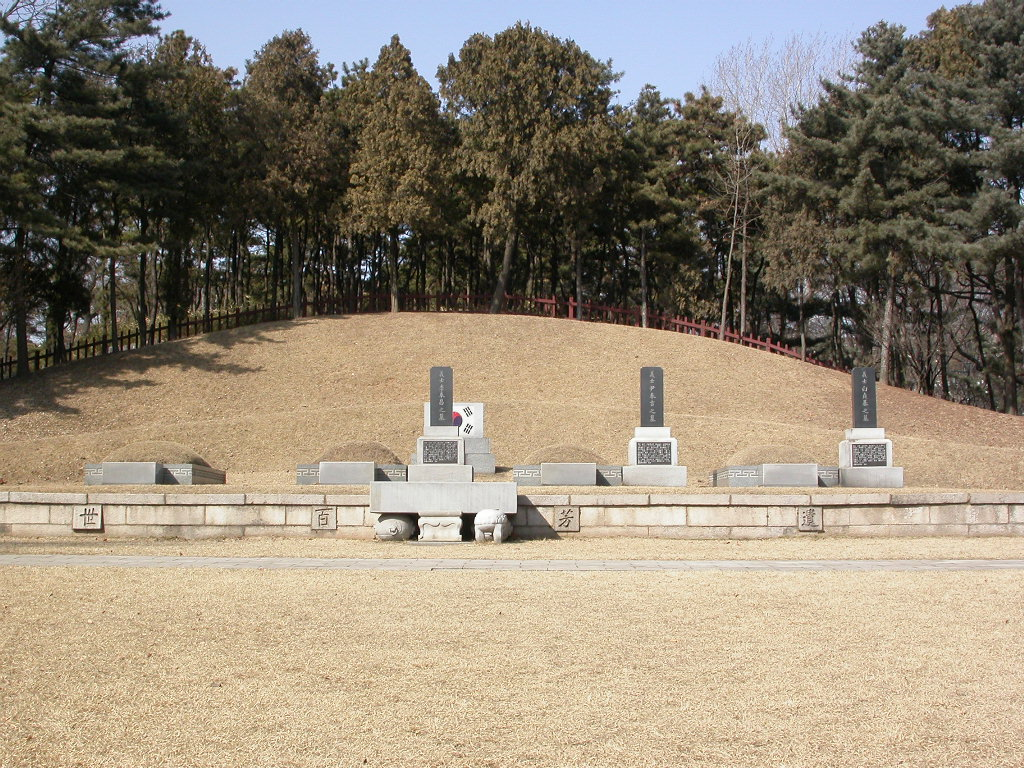
三義士の一人として韓国で顕彰される白貞基の墓（右端「義士白貞基之墓」と漢字で銘が刻まれている。孝昌公園(韓国語)）

白 貞基（日本語読み；はく ていき、朝鮮語読み；ペク・チョンギ、1896年1月19日 - 1936年5月22日）は、日本統治下の朝鮮の独立運動家。テロリスト。無政府主義者。1933年、3名と共に有吉公使暗殺事件（六三亭事件）を起こして失敗し、逮捕されて無期懲役を宣告され、服役中に獄死した。本貫は水原白氏。号は鴎波（クパ、구파）。

## 経歴
全羅北道扶安郡の貧しい農家の子として生まれ、井邑で育った。勤勉で漢学などを習得し、19歳の時に京城に出た。1919年に発生した三・一独立運動を目撃し、その時配られた独立宣言文のビラを持って帰郷して抗日運動に参加した。
1923年に朴烈らが結成した無政府主義団体・黒濤会に入り活動。1924年8月に無政府主義の最初の労働組合である東興労働組合に加入。昭和天皇の暗殺を狙って東京に潜入。その一環として早川水力発電所の建設現場破壊を計画したが失敗し、北京に帰還した。1925年に上海に行き、無政府主義者連盟に朝鮮代表として出席し、中国農民運動に参加した。1929年には東京の留学生学友会の暴力事件で投獄されたが、1931年に上海に渡った。1932年には自由革命家連盟を組織し、これをB.T.P（黒色恐怖団）と改称し、天津の日本領事館や兵営などに爆弾を投げるなどの計画をしていた。
1933年、鄭華岩らと共に上海解放連盟を結成。3月17日、白は元心昌と李康勲の3人で駐中公使有吉明を暗殺するため、上海の六三亭という日本料理店に要人100名が招かれた宴会を狙って、虹口公園（現在の魯迅公園）で爆弾や拳銃を隠し持って公使が出てくるのを待ち伏せしていたが、事前に仲間（民族主義者の1人）が密告していて失敗。逆に日本兵に逮捕された。
その後、日本本土に送還されて反乱罪で起訴され、11月に長崎裁判所で白と元は無期懲役、李は懲役15年の刑を宣告された。白は熊本刑務所に移されたが、そこで服役中の1936年に獄死した。元と李は別々の刑務所で1945年まで12年間服役して、8月15日の終戦の後に釈放された。

## 評価
事件には複数の同志が関わったが、韓国では獄死した白貞基だけが独立運動家の1人として義士と顕彰されており、白を顕彰する旧派白貞基意思記念館があって、墓地は金九らと同様に孝昌公園にある。ただし朝鮮半島の南北分断後は、無政府主義運動が左派の活動であったので、他の独立活動家に比べて注目されてこなかった。